# Maison de Schauenbourg
La maison de Schauenbourg, comtes de Schauenbourg et Holstein, est une famille noble originaire du Schauenbourg (actuel Schaumbourg) près de Rinteln (Arrondissement de Schaumbourg) sur la Weser. En plus de l'ascendance de Schauenbourg connue sous le nom de comté de Schaumbourg à partir de 1480 avec ses résidences de Bückeburg et Stadthagen, la famille est également inféodée des seigneuries de Holstein et Stormarn en 1110, où les Schauenbourg se faisaient appeler comtes de Holstein à partir d'environ 1225.
Ils se sont divisés en plusieurs lignées, mais après la disparition de la lignée Holstein-Rendsburg (de) en 1459, qui avait gouverné la majeure partie du pays et était également ducs de Schleswig, la chevalerie du Schleswig-Holstein élit le roi danois Christian Ier comme duc de Schleswig en 1460 Schleswig et comtes de Holstein et Stormarn. L'union personnelle ainsi établie entre le royaume du Danemark, dirigé par la maison d'Oldenbourg, et les deux duchés d'Allemagne du Nord dure jusqu'en 1864. Seule la lignée de Schauenbourg Holstein-Pinneberg (de) continue à régner jusqu'à son extinction en 1640. Le comté de Holstein-Pinneberg fut alors partagé entre le roi danois et le duc de Schleswig-Holstein-Gottorf. Le comté de Schaumbourg fut divisé entre les landgraves de Hesse-Kassel et les comtes de Lippe (dans la lignée des comtes de Schaumbourg-Lippe).

## Histoire
Les seigneurs de Santersleben sont originaires du comté de Walbeck dans la région située entre le Deister (de) et le Süntel. L'un d'eux, peut-être Adolphe (Ier), vers 1040, épouse une noble nommée Godila de la famille von Rodenberg am Deister. Ils contrôlaient également de vastes étendues de terre à droite et à gauche de la Weser, près de Rinteln. Au cours des générations suivantes, ils étendent leur domination sur le Bukkigau (de).
Adolphe (II) de Santersleben et Rodenberg a un fils, probablement né vers 1070, qui est mentionné en 1110 sous le nom d'Adolphe de Schaumbourg (de Scowenburg, plus tard également de Scoenborg) après avoir construit ou agrandi le Schaumbourg au-dessus de la vallée de la Weser. En 1110, le duc de Saxe et plus tard l'empereur germano-romain Lothaire de Supplinbourg nomme son vassal Adolphe de Schauenbourg comme successeur du comte Gottfried de Hambourg (de), mort en combattant les Slaves. Avec cette nomination, une période de domination des Schauenbourg commence dans le comté de Holstein, qui durera près de 350 ans. Adolphe construit le château de Schaumbourg, mentionné pour la première fois en 1110, après quoi il se donne son nom, et possède le Siegesburg (de) à Segeberg dans le gau de Holstein, qui sert également de siège à ses descendants et est assiégé dans de nombreuses querelles. Adolphe Ier meurt en 1130.
Il est suivi par son fils Adolphe II qui, en tant que vassal du duc Guelphe Henri le Superbe, interdit par le roi Conrad III, perd temporairement les gaue de Holstein et de Stormarn en 1138 et les récupère en 1142. Il reconstruit le siège et construit le château de Plön (de) à la place d'une ancienne fortification wagrienne, Plune. Il rénove également Rendsburg, construit vers 1100 et fonde Lübeck en 1143-1144, où il fait construire la première colline fortifiée. Il fait venir des colons de Westphalie et des Pays-Bas et fait évangéliser les Slaves par l'intermédiaire de Vicelin (de). En 1164, il tombe lors de la bataille de Verchen (de) en Poméranie occidentale contre les Slaves.
Adolphe III soutient son seigneur féodal, le duc guelfe de Saxe Henri le Lion, dans les conflits avec Frédéric Barberousse, d'abord duc puis, à partir de 1180, empereur, qu'il accompagne dans sa croisade en 1190. Il perd temporairement le Holstein au profit du Danemark lors de la bataille de Stellau (de) en 1201 et se retire dans le comté de Schaumbourg. Adolphe Ier, Adolphe II et son petit-fils Adolphe III ne se désignent initialement pas comme des comtes de Holstein et ne sont pas non plus ainsi titrés par leurs contemporains. Ce n'est que vers 1225 qu'Adolphe IV reprend le titre de comte de Holstein de son prédécesseur, le vassal danois temporairement nommé, le comte Albert d'Orlamünde. Jusqu'au début du règne d'Albert, seul l'Overbode (de) est aussi appelé "von Holstein", les trois premiers Adolphe s'appellent encore "Seigneurs de Schaumbourg".
Adolphe IV réussit à reprendre le Holstein lors de la bataille de Bornhöved en 1227. Après cette victoire, les comtes de Holstein consolident non seulement leur domination dans le Holstein, qui appartenait au Saint-Empire romain germanique, mais rapidement gagnent en influence dans le duché voisin de Schleswig, subordonné à la couronne danoise. Adolphe IV construit le château de Kiel vers 1242, mais réside principalement à Siegesburg. Vers 1300, Adolphe VI fait construire le château entouré de douves de Bückeburg sur le territoire ancestral de Schaumbourg. Adolphe VIII conquiert le château de Pinneberg en 1370.
À partir de 1261, la famille se divise au fil des décennies en plusieurs lignées, pour certaines éphémères. En conséquence, il y a plusieurs dirigeants au Holstein en même temps :
- Holstein-Itzehoe (de) (1261–1290)
- Holstein-Kiel (de) (1261–1316, hérité de Plön ; 1390, divisé à nouveau : le comte Albert II 1397–1403)
- Holstein-Segeberg (de) (1273–1308/1315)
- Holstein-Plön (de) (1290–1390)
- Holstein-Pinneberg (de) ou Holstein-Schauenbourg (1290–1640)
- Holstein-Rendsburg (de) (1290–1459)

La division prend fin en 1390, lorsque la lignée de Rendsburg détient la majeure partie du Holstein. Seul le petit comté de Holstein-Pinneberg, rattaché au comté de Schaumbourg, continue d'exister sous son propre territoire. Les comtes de Holstein-Rendsburg possèdent en garantie une partie du duché de Schleswig à partir de 1326 et avec Gérard III de 1326 à 1330, ils en sont brièvement inféodés pour la première fois, et après la mort de Henri, le dernier duc de Schleswig, ils le reçoivent de la "lignée Abel" de la maison royale danoise d'Estridsson, plusieurs fois inféodée en 1375 avec le duché danois du Jutland du Sud et du Schleswig. Les Schaumbourg changent le titre de "duc de Jutland" ou "duc du Jutland du Sud" en "duc de Schleswig" (le château de Schleswig avait été acquis auprès de l'évêche de Schleswig (de) en 1268 par le duc Éric Ier). En 1386, les comtes de Rendsburg imposent leur inféodation héréditaire au duché de Schleswig par la famille royale danoise, et la noblesse du Holstein, les Equites Originarii (de), qui forment la cellule centrale de la chevalerie du Schleswig-Holstein et sont les seigneurs féodaux des Schaumbourg, commende de plus en plus d'acquérir une propriété dans le Schleswig.
Les comtes de Holstein se battent pendant des générations avec les rois danois de la maison d'Estridsson et leurs successeurs pour la suprématie dans le Jutland. Ils atteignent l'apogée de leur puissance avec le comte Gérard III, qui vainquit le roi Christophe II en 1326, le pousse à l'exil et tue son propre neveu Waldemar V de Schleswig comme roi du Danemark. Seuls les deux rois suivants, le fils de Christophe Valdemar IV et sa fille Marguerite Ire, rétablissent le pouvoir royal, se concentrent sur la lutte avec la puissante Ligue hanséatique pour la suprématie dans la région de la mer Baltique et étendent finalement leur domination de la Scandinavie grâce à l'Union de Kalmar. Cependant, ils n'obtiennent la domination souhaitée sur le duché de Schleswig qu'en tant que seigneurs féodaux des Schauenbourg. Ils profitent à plusieurs reprises de l'opposition de l'aristocratie danoise au pouvoir central pour en faire des alliés.
Les comtes suivants sont les plus importants :
- (1110-1130) Adolphe Ier, seigneur de Schauenbourg et des Gaue de Holstein et Stormarn (mort le 13 novembre 1130)
- (1130-1164) Adolphe II, seigneur de Schauenbourg, Holstein et Stormarn (né en 1128 ; mort le 6 juillet 1164 à Demmin)
- (1164-1203) Adolphe III, seigneur de Schauenbourg, Holstein et Stormarn (né vers 1160, mort le 3 janvier 1225)
- (1227–1239) Adolphe IV (né avant 1205, mort le 8 juillet 1261 à Kiel
- (1239–1290) Gérard Ier, comte de Holstein-Itzehoe (né vers 1232 ; mort en 1290)
- (1290-1315) Adolphe VI, comte de Schauenbourg et Holstein-Pinneberg (né vers 1256, mort en 1315)
- (1290–1304) Henri Ier, comte de Holstein-Rendsburg (né vers 1258, mort en 1304)
- (1304-1340) Gérard III, comte de Holstein-Rendsburg, duc du Jutland du Sud (né vers 1293, mort en 1340)
- (1312-1359) Jean III, comte de Holstein-Plön, seigneur de Fehmarn (né vers 1294, mort en 1359)
- (1340–1384) Henri II, comte de Holstein-Rendsburg (né vers 1317, mort en 1384)
- (1340–1397) Nicolas, comte de Holstein-Rendsburg, héritier du Schleswig (né vers 1321, mort en 1397)
- (1359-1390) Adolphe VII, comte de Holstein-Plön, seigneur de Fehmarn (né en 1329, mort en 1390)
- (1384-1404) Gérard VI, comte de Holstein-Rendsburg ou après la division en 1397 Holstein-Plön, duc de Schleswig (né vers 1367, mort en 1404)
- (1385-1403) Albert II, comte de Holstein-Kiel (né vers 1369, mort en 1403)
- (1388-1421) Henri III, comte de Holstein-Rendsburg, évêque d'Osnabrück 1402-1410 (né vers 1372, mort en 1421)
- (1404-1427) Henri IV, comte de Holstein, prétendant duc de Schleswig (né en 1397, mort en 1427)
- (1421-1459) Adolphe VIII, comte de Holstein, duc de Schleswig (né en 1401, mort en 1459)
- (1427–1433) Gérard VII, comte de Holstein (né en 1404, mort en 1433)

À la mort d'Adolphe VIII sans héritier, la noblesse de Holstein élit en 1460 son neveu apparenté, le roi Christian Ier du Danemark, qui règne en 1448, comte natif d'Oldenbourg, comme nouveau duc de Schleswig et, contrairement à la loi féodale salienne, comte de Holstein et Stormarn. Cela signifie que la maison d'Oldenbourg arrive au pouvoir dans le Schleswig-et-Holstein en tant que successeur des Schauenbourg et y régne jusqu'en 1864. Cependant, avec le Traité de Ribe, la chevalerie du Schleswig-Holstein assure que désormais les États du Schleswig et du Holstein s'équilibreront, que la succession à la fonction ducale sera également confirmée par l'élection de la chevalerie et que l'impôt de guerre et l'approbation des pièces de monnaie sont une compétence commune. Les partages ultérieurs de l'héritage dans les duchés ne conduiront plus à l'émergence d'États indépendants, mais plutôt à de simples duchés titulaires, appelés paragies, tandis que la souveraineté restait entre les mains du roi et du duc.
La lignée de Pinneberg des Schauenbourg règne jusqu'à l'extinction de la lignée masculine en 1640 dans le comté de Holstein-Pinneberg.